# Mondovino
Mondovino è un film del 2004 diretto da Jonathan Nossiter, presentato in concorso al 57º Festival di Cannes.
Il film tratta dell'impatto della globalizzazione sulle regioni produttrici di vino e in particolare dell'influenza del critico Robert Parker e dell'enologo Michel Rolland nel definire e imporre uno stile internazionale comune. La critica è rivolta in particolare alle ambizioni della grandi aziende della produzione vinicola (come Mondavi) a danno dei singoli piccoli produttori che hanno perfezionato con la tradizione vini dalle caratteristiche individuali legate al territorio di produzione ("terroir").

## Trama
Robert Parker, autore della guida Wine Advocate, è probabilmente il critico più famoso del mondo; un suo giudizio, positivo o negativo, può influenzare i gusti e le scelte di milioni di consumatori.
Michel Rolland è un enologo di fama mondiale e collabora con oltre un centinaio di aziende in 12 paesi.

## Produzione
Il film è stato girato in diverse nazioni: in Italia, in particolare in Toscana tra Firenze e Bolgheri, sede di produzione dei vini rossi cosiddetti supertuscans molto apprezzati dalla critica internazionale e a Bosa, comune della provincia di Oristano, legato alla tradizionale microproduzione della Malvasia di Bosa; in Francia tra la regione di Bordeaux (a Pomerol c'è il laboratorio enologico di Michel Rolland) patria dei produttori più famosi del mondo, la Borgogna ed il piccolo paesino di Aniane in Linguadoca dove l'elezione di un sindaco comunista ha bloccato i progetti di espansione del colosso californiano Mondavi; negli USA in Napa Valley, quartier generale di Mondavi; in Argentina, in Brasile e a Londra presso la famosa casa d'asta Christie's.